# Camponotus fieldellus
Camponotus fieldellus é uma espécie de inseto do gênero Camponotus, pertencente à família Formicidae.